# Zuid- en Noord-Schermer

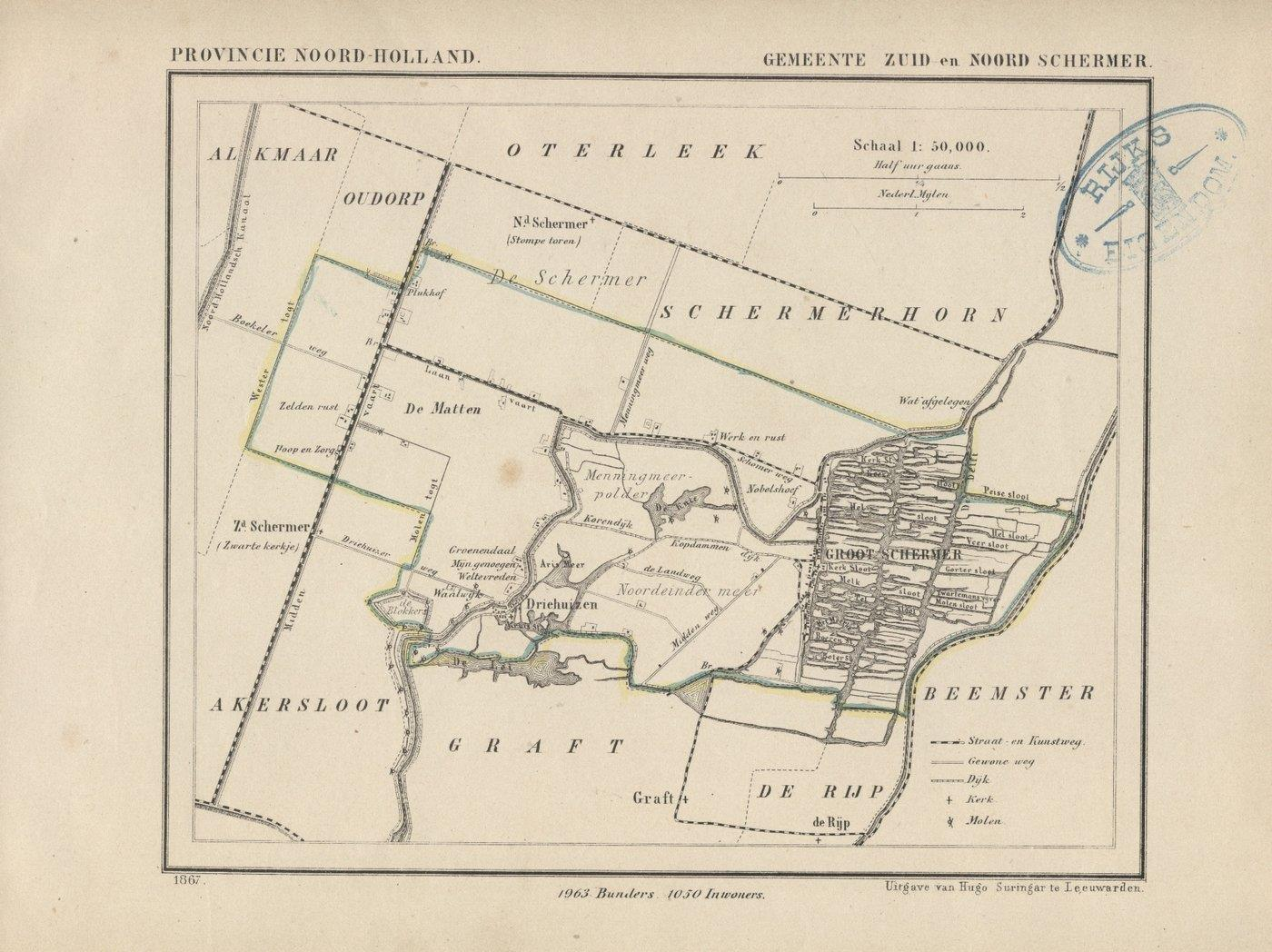
Kaart Zuid- en Noord-Schermer (1867)

Zuid- en Noord-Schermer is een voormalige gemeente in de Nederlandse provincie Noord-Holland. Het gemeentehuis, een raadhuis uit 1639, staat in het hedendaagse Grootschermer.
De gemeente Zuid- en Noord-Schermer werd ingesteld op 1 januari 1811. Zij fuseerde op 1 augustus 1970 met de gemeenten Oterleek en Schermerhorn tot de nieuwe gemeente Schermer.